# Свеце-над-Осон (гмина)
Све́це-над-О́сон (пол. Świecie nad Osą) — сельская гмина (волость) в Польше, входит как административная единица в Грудзёндзский повет, Куявско-Поморское воеводство. Население — 4346 человек (на 2004 год).

## Сельские округа
1. Бялоблоты
2. Бурштыново
3. Каролево
4. Шарнось
5. Китнувко
6. Новы-Млын
7. Линово
8. Лисново
9. Менджице
10. Партенчины
11. Рыхново
12. Свеце-над-Осон
13. Видлице
14. Лиснувко
15. Дембняки
16. Замек

## Соседние гмины
1. Гмина Бискупец
2. Гмина Грута
3. Гмина Яблоново-Поморске
4. Гмина Ксёнжки
5. Гмина Ласин
6. Гмина Радзынь-Хелминьски